# Kovács Albert (irodalomtörténész)
Kovács Albert (Mezőcsávás, 1928. február 29. – Port Cetate, 2015. április 27.) kritikus, esztéta, irodalomtörténész, műfordító.

## Életútja
A marosvásárhelyi Református Kollégiumban érettségizett (1948); egy esztendeig a Bolyai Tudományegyetem irodalom szakos hallgatója, majd a szverdlovszki egyetemen oroszul folytatta és fejezte be tanulmányait (1949–54). A bukaresti Makszim Gorkij Intézetben tanársegédként működött (1954–56). Újabb orosz irodalmi tanulmányok során (1956–59) Moszkvában Belinszkij esztétikájáról írt dolgozatával doktorált. Bukaresti munkahelyére visszatérve előadótanár, tanszékvezető (1959-63), a bukaresti egyetem előadótanára (1963-tól), docens doktor 1970-től. 1961–63, majd 1990–91-ben volt az orosz tanszék vezetője.
Első írása Reményik Sándorról az Utunkban jelent meg (1949), majd ugyanitt Az irodalomelmélet tanítása a Szovjetunióban (1950/23) címmel értekezett. Újabb cikkeit Csehovról, Tolsztojról, Ajtmatovról, Turgenyevről, Lenin és Lunacsarszkij kapcsolatairól az Igaz Szó közölte (1960-70), A regényeposz esztétikája című tanulmányával a Korunkban (1963/10) szerepelt.
Közben a Secolul 20 világirodalmi folyóirat rovatvezetője. Román nyelvű tanulmányaival a Viața Românească, România literară hasábjain jelentkezett, ez utóbbiban Méliusz József (1984/21) és Sütő András (1984/25) művét mutatta be. Mint műfordító együttműködve feleségével oroszul tolmácsolta Asztalos István és Sütő András válogatott írásait.
Az irodalmi komparatisztika terén az Előre hasábjain ismertette az első romániai összehasonlító irodalomtudományi konferencia (1967) eredményeit. Dosztojevszkij-tanulmányaiból kötete is jelent meg az Univers Könyvkiadónál (Poetica lui Dostoievski, 1987), a budapesti Szovjet Irodalom című folyóirat pedig Ady és Jeszenyin „ellentéteinek összecsengésé”-ről írt dolgozatát (1985) közölte, s itt jelent meg Bulgakov-tanulmánya is (1988).
Mint irodalomesztéta az alkalmazott poétika híve volt.
Egyetemi jegyzeteket adott ki a XIX. századi orosz irodalomtörténetről (1968), A művészetről címen a Téka-sorozat számára válogatta, bevezető tanulmánnyal, jegyzetekkel látta el és részben fordította Dosztojevszkij naplójegyzeteit, leveleit és töredékeit (1980). Tanulmány-, esszé- és műelemzés-gyűjteményei: Műfajok, műformák, motívumok (1989); Szépeszmény poétikák (1999).